# Nofret (dinastia XIII d'Egipte)
Nofret ("La més bella") va ser una reina egípcia de la XIII dinastia. El rei amb qui es va unir es desconeix.
A Nofret se la coneix només per una estela de pedra calcària que es troba avui al Museu Egipci del Caire (CG 20394). L'estela es va trobar a Abidos i data molt probablement de la dinastia XIII. Pertany al "comandant de la tripulació del governant" (3tw n tt hq3), el militar Nedjesankh/Iu. Una de les seves dones era la "Filla del Rei" Hatxepsut. El text diu que aquesta princesa Hatxepsut va néixer d'una mare, que tenia el títol de "Dona del Rei", anomenada Nofret.
No se sap gaire cosa d'ella. El seu marit reial encara no s'ha pogut identificat.